# Deutsches Meisterschaftsrudern 2002
Das 113. Deutsche Meisterschaftsrudern wurde 2002 in Berlin ausgetragen. Es wurden in 23 Bootsklassen Medaillen vergeben, davon 14 bei den Männern und neun bei den Frauen. Der Leichtgewichts-Zweier ohne Steuerfrau wurde diesmal nicht ausgetragen.

## Medaillengewinner

### Männer
| Bootsklasse                           | Gold | Silber | Bronze |
| ------------------------------------- | --- | --- | --- |
| Einer                                 | Marcel Hacker (Casseler Frauen-RV) | Stefan Roehnert (Koblenzer RC Rhenania) | René Bertram (RC Magdeburg) |
| Doppelzweier                          | Rgm. Hallesche Rvg. Böllberg-Nelson / RC Magdeburg André Willms Andreas Hajek | Rgm. Hallesche Rvg. Böllberg-Nelson / Heilbronner RG Schwaben Benjamin Müller Matthias Weiss | Rgm. Hallesche Rvg. Böllberg-Nelson / Berliner Ruder-Club Christian Schreiber Robert Sens |
| Zweier ohne Steuermann                | Berliner Ruder-Club Detlef Kirchhoff Ike Landvoigt | Hannoverscher RC von 1880 Jan Westphalen Tobias Kühne | ORC Rostock von 1956 Steffen Symenzik Bastian Tesching |
| Zweier mit Steuermann                 | Rgm. Dresdner RC 1902 / RV Oberhausen / Ruderclub Hansa von 1898 Ulf Siemes Enrico Schnabel Peter Thiede (Stm.) | Rgm. Koblenzer RC Rhenania / Dresdner RC 1902 Lars Krisch Andreas Werner Claus Müller-Gatermann (Stm.) | Frankfurter RG Germania Jens Raab Helger Schader Udo Kühn (Stm.) |
| Doppelvierer                          | Rgm. Hallesche Rvg. Böllberg-Nelson / RC Magdeburg / RTHC Bayer Leverkusen / Ratzeburger RC Stephan Volkert André Willms Marco Geisler Andreas Hajek | Rvg. Potsdamer RG / Hallesche Rvg. Böllberg-Nelson / Ratzeburger RC Florian Mennigen Steffen Blättermann Jörg Schulze Marco Spielau | Rgm. Berliner Ruder-Club / Rvg. Hellas-Titania Berlin / Treptower RG Marcel Reitkowski Torsten Siebert Peter Nedwig Christopher Schmidt |
| Vierer ohne Steuermann                | Rgm. RV Emscher Wanne-Eickel-Herten / RV Münster von 1882 / Gießener RG 1877 / RG Wertheim Sebastian Thormann Paul Dienstbach Philipp Stüer Bernd Heidicker | Rgm. Potsdamer RG / ORC Rostock von 1956 Steffen Möller Thomas Köpke Steffen Symanzik Bastian Tesching | Rgm. Hallesche Rvg. Böllberg-Nelson / RC Magdeburg Christian Oelze Steffen Seger Philipp Naruhn Holger Brunzlaff |
| Vierer mit Steuermann                 | Rgm. RG Wiesbaden-Biebrich 1888 / ARV zu Leipzig / SV Oderhort / RV Weser Hameln / Ruderclub Hansa von 1898 Sebastian Schulte Stephan Koltzk Johannes Doberschütz Michael Ruhe Peter Thiede (Stm.) | Rgm. Miltenberger RC von 1900 / RV Weser Hameln / Ruderclub Hansa von 1898 / Potsdamer RG / WSV Honnef Arne Landgraf Martin Zobelt Jan-Martin Bröer Klaus Rogge Claus Müller-Gatermann (Stm.) | Rgm. Gießener RG 1877 / Crefelder RC 1883 / RRG Mülheim Falko Panther Jochen Urban Tobias Caspar Felix Heimann Stefan Lier (Stm.) |
| Achter                                | Rgm. RV Emscher Wanne-Eickel-Herten / RV Münster von 1882 / Gießener RG 1877 / RG Wertheim / Miltenberger RC von 1900 / Potsdamer RG / RV Weser Hameln / Ruderclub Hansa von 1898 / Koblenzer RC Rhenania Jan-Martin Bröer Arne Landgraf Martin Zobelt Klaus Rogge Sebastian Thormann Paul Dienstbach Philipp Stüer Bernd Heidicker Claus Müller-Gatermann (Stm.) | Rgm. RV Weser Hameln / RV Oberhausen / Dresdner RC 1902 / SV Oderhort / ARV zu Leipzig / RC Tegel 1886 / RG Wiesbaden-Biebrich 1888 / Ruderclub Hansa von 1898 Sebastian Schulte Thorsten Engelmann Jörg Dießner Stephan Koltzk Johannes Doberschütz Enrico Schnabel Ulf Siemes Michael Ruhe Peter Thiede (Stm.) | Rgm. Osnabrücker RV / RRG Mülheim / Crefelder RC 1883 / Gießener RG 1877 / RTHC Bayer Leverkusen / Frankfurter RG Germania Felix Heimann Toni Seifert Gregor Hauffe Tobias Caspar Jochen Urban Daniel Tusch Jan Tebrügge Falko Panther Stefan Lier (Stm.)                                                                               |
| Leichtgewichts-Einer                  | Ingo Euler (Mainzer RV von 1878) | Matthias Kleinz (Limburger CfW) | Thorsten Schmidt (Deutscher Ruder-Club von 1884) |
| Leichtgewichts-Doppelzweier           | RU Arkona Berlin Peter Ording Manuel Brehmer | Rgm. RG Wiking Leipzig / Ratzeburger RC Jens Wittwer Jörg Lehnigk | Rgm. Koblenzer RC Rhenania / Ratzeburger RC Nils Budde Andreas Müller-Gatermann |
| Leichtgewichts-Zweier ohne Steuermann | Rgm. Bonner RG / WSV Honnef Lars Achtruth Martin Fauck | Ludwigshafener RV von 1878 Jochen Kühner Martin Kühner | RC Allemannia von 1866 Hamburg Christian Dahlke Martin Raeder |
| Leichtgewichts-Doppelvierer           | Rgm. RU Arkona Berlin / Ratzeburger RC / Mainzer RV von 1878 Jörg Lehnigk Peter Ording Manuel Brehmer Ingo Euler | Rgm. RG Wetzlar 1880 / Berliner Ruder-Club / RV Wandsbek / RC Schwedt Peter Krüger Alexander Bernhardt Konrad von Kottwitz Michael Wieler | Rgm. Koblenzer RC Rhenania / RV Kurhessen-Cassel Jan Anspach Tobias Holzschneider Dennis Ziegler David Klein |
| Leichtgewichts-Vierer ohne Steuermann | Rgm. RV Bochum von 1920 / RTHC Bayer Leverkusen / RC Tegel 1886 Martin Müller-Falcke Axel Schuster Stefan Locher Andreas Bech | Rgm. RG Wiking Berlin / RV Weser Hameln / RV Saarbrücken Carsten Borchardt Martin Hasse Matthias Hobein Markus Pütz | Rgm. Deutscher Ruder-Club von 1884 / Frankfurter RG Germania / Hannoverscher RC von 1880 / Mannheimer RC von 1875 Felix Kremer Lars Dingemann Christian Albert Birger Arne Schmidt |
| Leichtgewichts-Achter                 | Rgm. RV Bochum von 1920 / RTHC Bayer Leverkusen / RC Tegel 1886 / Bonner RG / WSV Honnef / RC Allemannia von 1866 Hamburg Martin Müller-Falcke Martin Fauck Christian Dahlke Martin Raeder Lars Achtruth Axel Schuster Stefan Locher Andreas Bech Jörg Dederding (Stm.)                                                                                           | Rgm. RG Wiking Berlin / RV Weser Hameln / RV Saarbrücken / Neusser RV / RC Allemannia von 1866 Hamburg / Breisacher RV Sven Johannesmeier Joachim Drews Ralf Irmer Frank Mager Carsten Borchardt Markus Pütz Matthias Hobein Martin Hasse Olaf Kaska (Stm.)                                                      | Rgm. Frankfurter RG Germania / Mannheimer RC von 1875 / SV Oderhort / RK am Wannsee Berlin / Hannoverscher RC von 1880 / Deutscher Ruder-Club von 1884 / ETuF Essen / RTHC Bayer Leverkusen Maik Zentner Patrick Laible Sven Schultz Gero Mimberg Felix Kremer Lars Dingemann Christian Albert Birger Arne Schmidt Tobias Bracht (Stm.) |

### Frauen
| Bootsklasse                 | Gold | Silber | Bronze |
| --------------------------- | --- | --- | --- |
| Einer                       | Katrin Rutschow-Stomporowski (RK am Wannsee Berlin) | Kerstin Kowalski (Potsdamer RG) | Marita Scholz (Ratzeburger RC) |
| Doppelzweier                | Rgm. Potsdamer RG / RC Bergedorf Kerstin Kowalski Julia Heitmann | Rgm. Hellas-Titania Berlin / Hürther RG Britta Oppelt Judith Obrocki | Rgm. Alster-RV Hanseat Hamburg / RC Süderelbe Hamburg Ann-Christin Tippenhauer Monika Bauer                                                            |
| Zweier ohne Steuerfrau      | Rgm. Rostocker RC von 1885 / RG Rotation Berlin Nicole Zimmermann Silke Günther | Rgm. Kettwiger RG von 1906 / RC Tegel 1886 Britta Holthaus Susanne Schmidt | Rgm. ORC Rostock von 1956 / RG Angaria Hannover Daniela Gorr Elke Hipler                                                                               |
| Doppelvierer                | Rgm. Potsdamer RG / RV Friedrichshafen / Ratzeburger RC / Dresdner RV Peggy Waleska Marita Scholz Magdalena Schmude Kerstin Kowalski | Rgm. RK am Wannsee Berlin / Hürther RG / Rvg. Hellas-Titania Berlin / Dresdner RV Britta Oppelt Judith Obrocki Katrin Rutschow-Stomporowski Claudia Blasberg | Rgm. Potsdamer RG / Alster-RV Hanseat von 1925 Hamburg / RC Süderelbe Hamburg Jana Schiller Sabine Kosmehl Ann-Christin Tippenhauer Monika Bauer       |
| Vierer ohne Steuerfrau      | Rgm. Rostocker RC von 1885 / RG Rotation Berlin / Kettwiger RG von 1906 / RC Tegel 1886 Britta Holthaus Susanne Schmidt Nicole Zimmermann Silke Günther | Rgm. RV Saarbrücken / Dresdner RC 1902 / RV Triton Leipzig Sandra Goldbach Anja Pyritz Dana Pyritz Maja Tucholke | Rgm. Ruderclub Hansa von 1898 / RV Kurhessen-Cassel / ORC Rostock von 1956 / RG Angaria Hannover Johanna Prinz Manuela Zander Daniela Gorr Elke Hipler |
| Achter                      | Rgm. RV Saarbrücken / Dresdner RC 1902 / Kettwiger RG von 1906 / RC Tegel 1886 / Rostocker RC von 1885 / RG Rotation Berlin / RV Triton Leipzig / RV Emscher Wanne-Eickel Herten Sandra Goldbach Dana Pyritz Britta Holthaus Susanne Schmidt Nicole Zimmermann Silke Günther Anja Pyritz Maja Tucholke Annina Ruppel (Stf.) | Rgm. Ludwigshafener RV von 1878 / RV Saarbrücken / RG Wetzlar 1880 / RG Wiking Leipzig / RV Kurhessen-Cassel / Ruderclub Hansa von 1898 / ORC Rostock von 1956 / RG Angaria Hannover / Dresdner RC 1902 Anja Hannöver Verena Lehmann Anuschka Stojanowitsch Christiane Hölzel Johanna Prinz Manuela Zander Daniela Gorr Elke Hipler Claudia Lödel (Stf.) | Keine weiteren Boote am Start. |
| Leichtgewichts-Einer        | Valerie Viehoff (Siegburger RV 1910) | Marie-Louise Dräger (ORC Rostock von 1956) | Anna Kleinz (Limburger CfW) |
| Leichtgewichts-Doppelzweier | Rgm. Dresdner RV / Rendsburger RV Claudia Blasberg Janet Radünzel | Rgm. Potsdamer RG / ORC Rostock von 1956 Daniela Reimer Marie-Louise Dräger | Rgm. RG Treis-Karden 1969 / RK am Wannsee Berlin Judith Zilliken Anne Klaus                                                                            |
| Leichtgewichts-Doppelvierer | Rgm. RK am Wannsee Berlin / RG Treis-Karden 1969 / Gießener RG 1877 / RC Neumünster Berit Carow Stefanie Primus Judith Zilliken Anne Klaus | Keine weiteren Boote am Start. | Keine weiteren Boote am Start. |